# Короткохвостая аруна
Короткохвостая аруна (лат. Myiornis ecaudatus) — вид воробьиных птиц из семейства тиранновых (Tyrannidae). Обитает в Южной Америке.

## Описание
Короткохвостые аруны являются одними из самых маленьких птиц мира и самыми маленькими воробьинообразными птицами. Их средняя длина составляет 6,5 см, а средняя масса 4,2 г. Хвост очень короткий, почти отсутствует, а клюв относительно длинный и заострённый. Голова серая с черноватыми уздечками, окологлазное кольцо белого цвета. Спина ярко-оливково-зелёная. Крылья и хвост черноватые, полосы на крыльях отсутствуют. Нижняя часть тела белая с желтоватым оттенком, на груди и боках светло-оливковые пятна, маховые перья снизу имеют жёлтые края. Глаза тёмно-карие, ноги телесного цвета, клюв чёрный. Виду не присущ половой диморфизм.
Типичная вокализация — серия из примерно 15 высоких нот "кре-ке-ке", которая на середине ускоряется, а затем снова замедляется, похожая на стрекот сверчка или на кваканье лягушки. Также короткохвосты аруны могут издавать и другие звуки – писки, чириканье и трели.

## Подвиды
Выделяют два подвида:
- M. e. miserabilis (Chubb, 1919) — восток Анд в Колумбии и Венесуэле, южная и восточная Венесуэла, Гвиана, север Бразильской Амазонии, остров Тринидад;
- M. e. ecaudatus (d'Orbigny & Lafresnaye, 1837) - восток Эквадора и Перу, запад Бразильской Амазонии, север Боливии.

## Распространение и среда обитания
Короткохвостые аруны распространены в Колумбии, Эквадоре, Перу, Боливии, Бразилии, Венесуэле, Гайане, Суринаме, Французской Гвиане и на Тринидаде и Тобаго. Они обитают во влажных равнинных тропических лесах, на опушках и полянах. Встречаются на высоте до 950 м над уровнем моря. Питаются насекомыми, которые ищут среди листьев, в нижнем и среднем ярусах леса. Сезон размножения в Колумбии длится с февраля по май, в Бразилии с июня по сентябрь, в Перу с августа по октябрь. Гнездо мешочковидное с боковым входом, сооружается из мха и растительных волокон, размещается на дереве, на высоте от 1 до 8 м над землей. В кладке два белых яйца, покрытые коричневыми пятнышками.